# Gavilea longibracteata
Gavilea longibracteata es una especie de orquídea de hábito terrestre originaria de Sudamérica. Es la especie tipo del género.

## Descripción
Es una  orquídea de tamaño mediano a grande que prefiere el clima frío. Tiene hábito terrestre.  Florece en primavera en una inflorescencia erecta con varias flores.

## Distribución y hábitat
Se encuentra en el centro de Chile a una altitud de 400 a 700 metros.

## Sinonimia
- Chloraea longibracteata Lindl., Brand. Quart. J. Roy. Inst., n.s., 1: 48 (1827).
- Asarca sinuata Lindl., Gen. Sp. Orchid. Pl.: 408 (1840), nom. superfl.
- Asarca longibracteata (Lindl.) Kuntze, Revis. Gen. Pl. 2: 652 (1891).
- Asarca berteroi Rchb.f., Linnaea 19: 377 (1846).
- Asarca verrucosa A.Rich. ex Gay, Fl. Chil. 5: 465 (1852).
- Asarca spectabilis Phil., Linnaea 29: 55 (1858).
- Chloraea spectabilis (Phil.) Phil., Linnaea 33: 240 (1864).
- Chloraea semibarbata subsp. spectabilis (Phil.) Kraenzl., Orchid. Gen. Sp. 2(1): 108 (1904).[3]